# Dichordophora
Dichordophora là một chi bướm đêm thuộc họ Geometridae.

## Các loài
- Dichordophora aplagaria Dyar
- Dichordophora phoenix (Prout, 1912)